# Aeroportul Mbanza Congo
Aeroportul Mbanza Congo (IATA: SSY, ICAO: FNBC) este un aeroport din M'Banza-Kongo, Provincia Zaire, Angola.
Situat la o altitudine de 567 m, aeroportul dispune de o singură pistă.